# 飛脚のふんどし
飛脚のふんどし（ひきゃくのふんどし）は、佐川急便のトラックにまつわる都市伝説である。1991年の年末ころから主に小学生の間で知られるようになり、1993年には都市伝説として女子高生を中心に爆発的な流行を見せた。

## 内容
佐川急便のトラックに描かれている飛脚の赤いふんどしに触れると幸せになれるといわれ、触ろうとする人が増えた。中には「（トラックが）高速で走っている最中なら、なお良い」という伝説もあった。噂が下火となってきた1995年7月末には「佐川急便の配達員の尻をさわると幸せになる」という都市伝説まで出現している。

## 佐川急便の対応
佐川急便へは1991年ころからこの噂に関する問い合わせが来るようになった。この噂に対して佐川急便の広報担当は「根拠はありません」との見解を示している。
しかしながら、1992年の「東京佐川急便事件」によりイメージ低下が懸念されていた状況の同社では、イメージ上昇をはかれるこの噂に乗じて、「幸せ運ぶ飛脚人形」（非売品）を30万個作って顧客に配布するなどの広報活動を行った。
なお、この噂により佐川急便のトラックへ近寄ったり触れたりする事案が多発し、人身事故発生のおそれがあったころから、同社は配達員に対して「発車直前はバックミラーでよく安全確認をするように」とする通達を発して事故防止をはかった。

## 都市伝説誕生の経緯
諸説あるが、有名なのは1992年に発生した「東京佐川急便事件」で当時の金丸信副総裁が5億円の賄賂を受け取ったが20万円の罰金で終わった事から、佐川急便＝お金持ちになれるという噂が女子高生を中心に流れ都市伝説化したというもの。

## 類似の都市伝説
同時期には他社の宅配便にも似たような噂が存在した。
- ペリカン便のペリカンの喉を触ると子宝に恵まれる。
- フットワークのトラックに対して「フットワークピース」と言いながらVサインをすると願い事が叶う。

## 現状
走行中のトラックに触れる行為は非常に危険なために、現在はふんどしではなく、赤いパンツになっているのではないかと言われている。実際に同社のウェブサイトにおけるマスコット「ひきゃく君」（2005年3月限りで引退）は、赤いパンツに縞模様のシャツ姿である。
また、1990年代後半にSGホールディングス（佐川急便）グループがCIを導入したことにより、荷台のデザインそのものを「ギャラクシーカラー」と呼ばれる宇宙と星雲をイメージした塗装に塗り替えており、飛脚は側面の隅に小さく描かれているだけの物が増えている。これは飛脚の絵が銀色のボディに白くペイントされているため、近づいてよく見ないと目立たない。
2007年3月21日からはセールスドライバーをイメージした新飛脚マークに置き換えられ、「飛脚のふんどし」自体が過去のものになりつつある。ギャラクシーカラーのトラックでは順次旧飛脚マークの上に新飛脚マークが貼られており、現在ではごく稀に見られる程度である。ただし飛脚マーク自体は会社の社章でもあるので用途を限定して使用されている。